# Monczegorsk
Monczegorsk (ros. Мончегорск) – miasto w północno-zachodniej Rosji w obwodzie murmańskim. Położone na Półwyspie Kolskim, w Kole podbiegunowym północnym, nad jeziorem Imandra, 145 km na południe od Murmańska. W 2005 liczyło 50700 mieszkańców, w 2023 roku było to 39 477 osób. 
Powstało w 1937 jako centrum przemysłu wydobywczo-przetwórczego rud miedzi i niklu dzięki ocenie naukowca Aleksandra Fersmana, który przywidywał występowanie w tym rejonie bardzo bogatych złóż rudy niklowo-miedzianej. Złoża okazały się jednak mniej bogate i ruda do przerobu przywożona jest w głównej mierze z Norylska. W okolicy występują rzadkie minerały np. Monczetundrait.
W mieście znajduje się dyrekcja Lapońskiego Rezerwatu Biosfery.

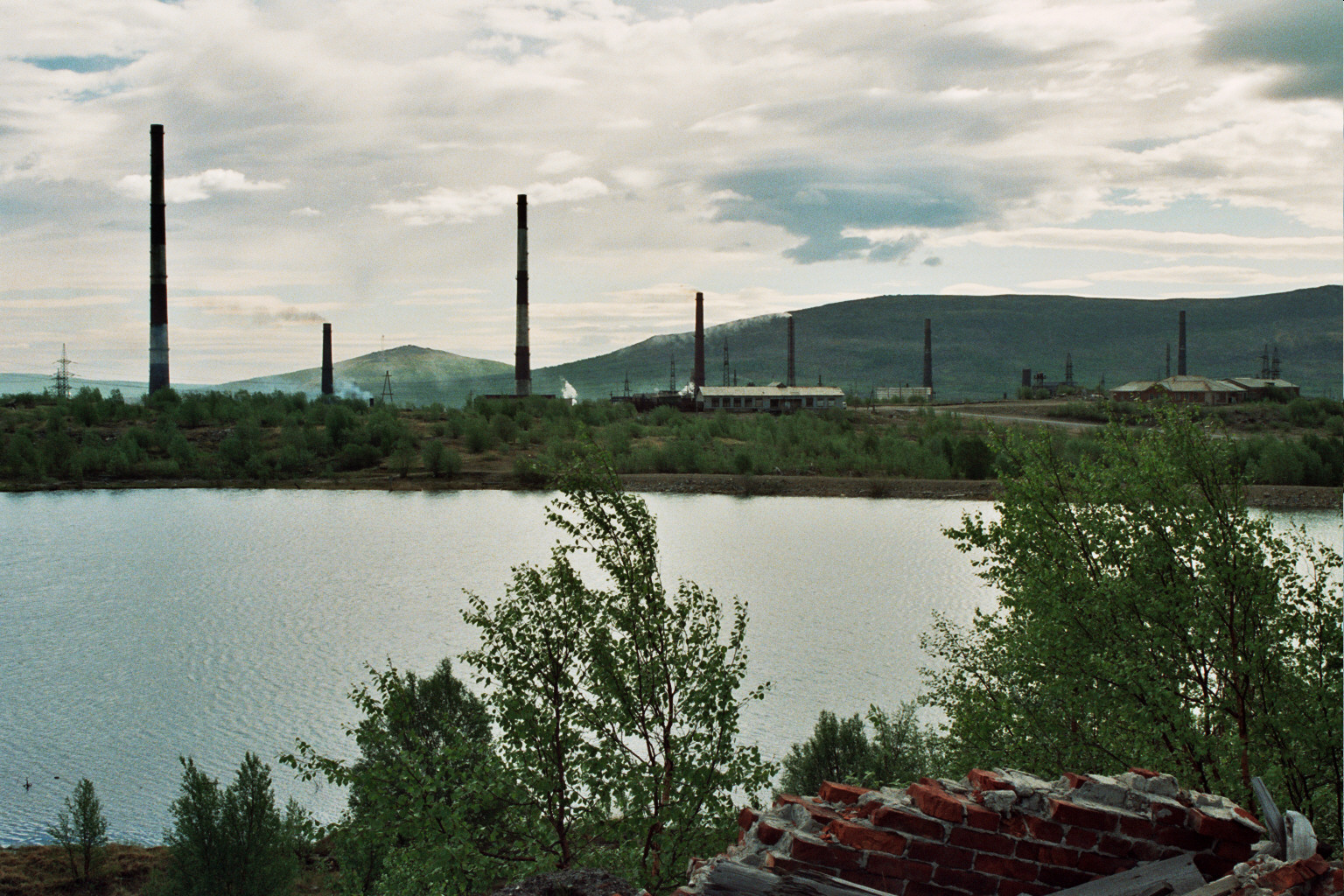